# Cottagecore

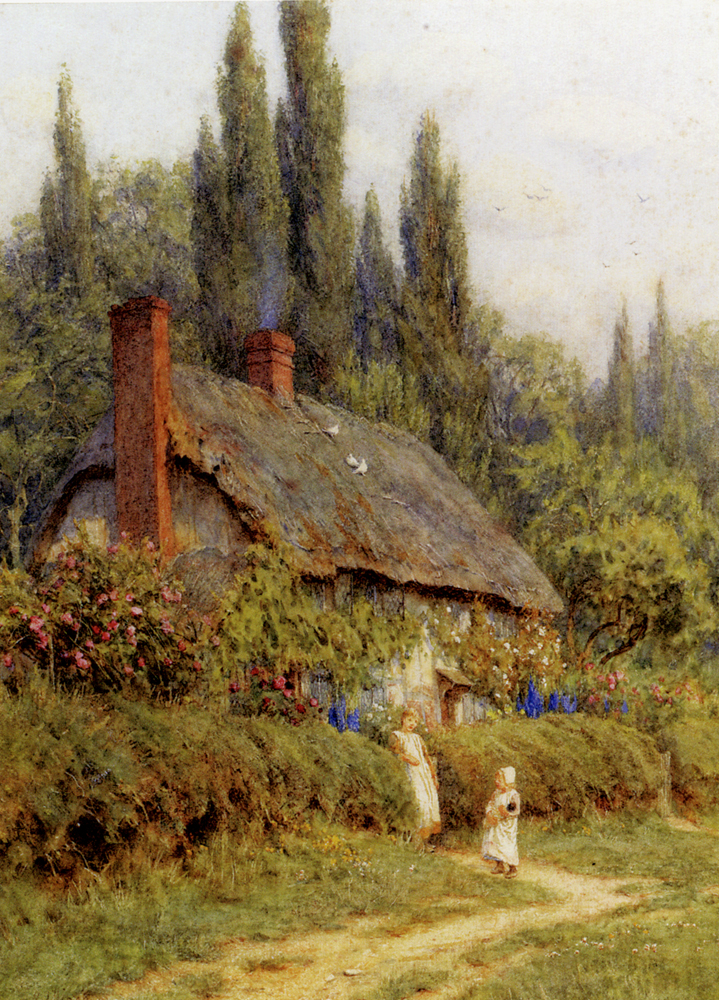
Pintura de Hellen Allingham a finales del, ilustrando a niños fuera de un cottage (vivienda en el medio rural inglés).

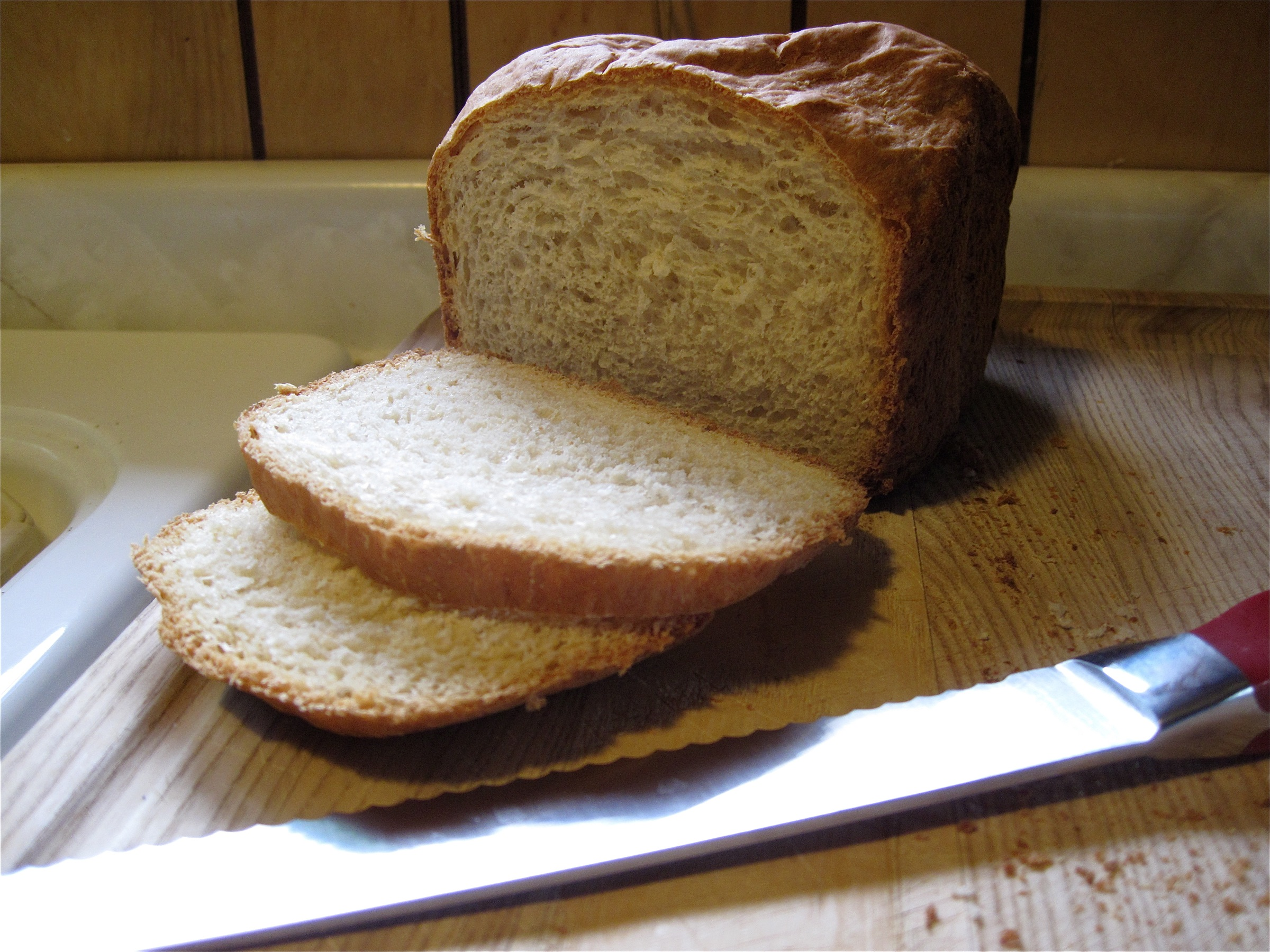
Hornear pan casero es considerado parte del cottagecore aesthetic.

Cottagecore es una estética de internet popularizada por adolescentes que celebra el regreso idealizado a oficios y habilidades tradicionales como la cosecha de alimentos silvestres, el horneado, y la alfarería, y está relacionado con movimientos estéticos y nostálgicos similares a grandmacore, farmcore, goblincore, y fairycore. Según sus proponentes, las ideas del cottagecore pueden ayudar a satisfacer un deseo popular de "una forma aspiracional de nostalgia" así como un escape de muchas formas de estrés y trauma. El periódico New York Times lo denominó como una reacción al trabajolismo y el advenimiento de marca personal.
El movimiento obtuvo mayor tracción en muchas esferas online y en redes sociales durante la cuarentena, como respuesta a la pandemia COVID-19.  En consecuencia, ha sido descrito por The Guardian como un «movimiento visual y estilo de vida diseñado para idealizar la pureza de la vida en el exterior» que enfatiza la simplicidad y la paz de la vida pastoral como un escape de los peligros del mundo moderno.

## Antecedentes y contexto cultural

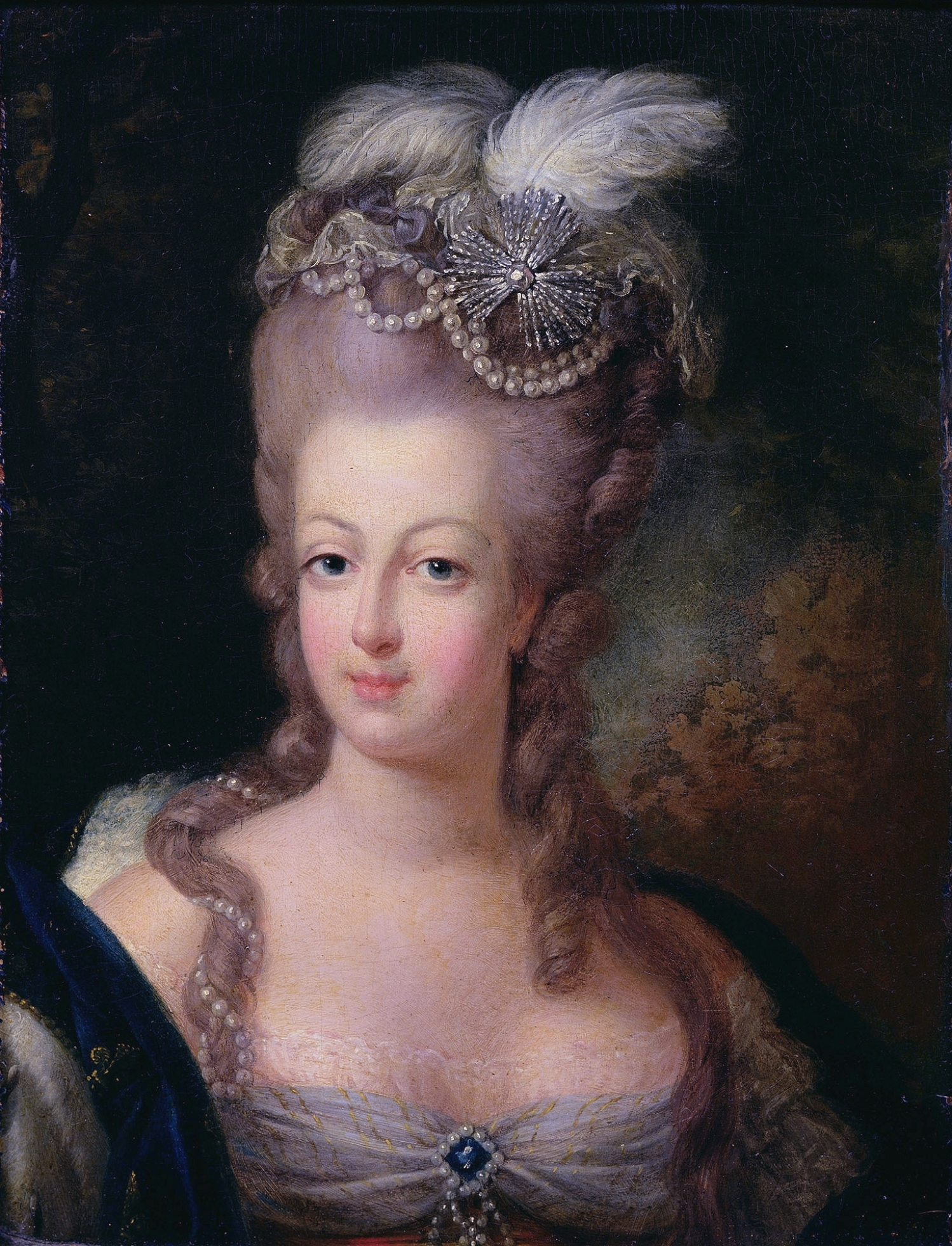
María Antonieta de Austria, reina de Francia, fue una de las precursoras de este movimiento estético al crear su villa Haumeau de la Reine con estética agreste y medieval.

Aunque el cottagecore surgió como un esteticismo en 2018, otros esteticismos e ideales similares tienen una larga historia cultural. María Antonieta de Austria fue criticada por el gasto y la indulgencia de su Hameau de la Reine, un pueblo modelo donde la esposa de Luis XVI tenía reuniones íntimas con amigos, donde incluso vestían como pastoras o lecheras para jugar a vivir una vida sencilla mientras los criados mantenían la granja laborable. Esto no fue un caso único; en Europa del siglo XVIII estaba de moda que los nobles mandaran a construir granjas ornamentales pintorescas en sus propiedades de país al estilo de pueblos rurales.
El movimiento de las Artes y oficios del siglo XIX era una aproximación al arte, arquitectura, y diseño que adopta estilos y técnicas artesanales como una crítica a la producción industrial.
Un artículo del New York Times  de 2020 describió el cottagecore como Animal Crossing siendo actuado en la vida real

## Política y crítica
El cottagecore se ha convertido en una subcultura de la comunidad LGBT, particularmente la comunidad lesbiana y la comunidad de la mujer bisexual, partiendo de un escape de la sociedad heteronormativa. Vídeos cottagecore de mujeres LGBT que realizan tareas como el horneado de pan, el bordado, y el thrifting acompañado de música relajante se han vuelto virales en la red social TikTok. Algunos aficionados del cottagecore comentan que desean recuperar las ideas no sexuales e imágenes de intimidad y cercanía como un usuario de Reddit explica, "el cottagecore ve el amor como conexión entre dos almas."
Otros ven el cottagecore como manera de desenredar y recuperar entornos y placeres rurales tradicionales de la homofobia y transfobia que experimentaron al crecer en ciudades pequeñas. Un fan del cottagecore dijo a la revista i-D , "Incluso ahora cuando vuelvo [a mi ciudad natal] no puedo evitar sentirme mirado y juzgado todo el tiempo por cómo me veo o me visto. Particularmente; me hace sentir que las cosas que me encantaban en mi niñez como tener animales de granja, recolectar moras en los campos y perderme en el bosque; son actividades codificadas como cis y hetero. Para mí, el cottagecore es un ideal donde puedo ser visiblemente queer en espacios rurales."
El cottagecore ha sido criticado por perpetuar valores colonialistas, pues romantiza el legado del asentamiento colonialista y la vida en la frontera que depende de la tierra robada de personas indígenas".
Escritores también han comentado sobre los contrastes entre las representaciones online del cottagecore, y algunas otras realidades de la vida rural que incluye bichos, olores, suciedad, y heces.